# 原田遊人
原田 遊人（はらだ ゆうじん、1977年10月9日 - ）は、日本の俳優、編集技師（映画編集者）、つばさ基地のスタッフ。

## 略歴
アメリカ合衆国カリフォルニア州ロサンゼルス生まれ。1990年目黒区立東山小学校卒業、1995年Southwestern Academy卒業、1997年ネイバーフッド・プレイハウス修了。同年アクターズクリニック  受講。
父は映画監督の原田眞人。母はジャーナリストの福田みずほ。幼少の頃より父の監督作品など多数の映画に出演している。一時期、芸名を「遊人」としていたが、2007年頃から本名の原田遊人に戻している。
『伝染歌』、『クライマーズ・ハイ』、『初秋』、『わが母の記』などでは編集にも参加している。現在は映画編集のみならずプロモーションビデオ等の撮影・編集も行っている。2009年、第32回日本アカデミー賞優秀編集賞受賞。2015年、『日本のいちばん長い日』で第39回日本アカデミー賞優秀編集賞受賞。

## 出演

### 映画
- さらば映画の友よ インディアンサマー（1979年） ファミレスで泣いている赤ちゃん（0歳） 役[5]
- おニャン子ザ・ムービー 危機イッパツ!（1986年） ユウジン 役
- ガンヘッド（1989年）[6] セブン 役
- バウンスkoGals（1997年） モロ 役
- 金融腐蝕列島（1999年） クリス・ゴタンダ 役
- 狗神（2001年） 土居誠二 役
- 突入せよ! あさま山荘事件（2002年） 後田成美 役
- 自由戀愛（2005年） 藤原トーマス 役
- 伝染歌（2007年） モロ 役 ※編集も担当
- 魍魎の匣（2008年） 劇中劇侍 役
- クライマーズ・ハイ（2008年） テレビレポーター 役 ※編集も担当
- わが母の記（2012年） 親戚 役 ※編集も担当
- RETURN（2013年）
- 日本のいちばん長い日(2015年)　米内海相副官古川少佐 役 ※編集も担当

### テレビ
- 初秋（2011年、中部日本放送） 東京人 役 ※編集も担当

### CM
- ハウス食品「シーフードのためのカレー」（1999年）
- AOL （2001年）

### 舞台
- 里見八犬伝（2003年） 犬塚信乃 役

### 主なモーションキャプチャー
- アップルシード（2004年）
- 攻殻機動隊 S.A.C.（2004年、PlayStation 2
- スターフォックス アサルト（2005年、ニンテンドー ゲームキューブ）
- エースコンバット5（2005年、PlayStation 2）
- エースコンバット6（2007年、Xbox 360）
- ベクシル 2077日本鎖国（2007年）